# Jean-Baptiste Lamarck
Aquest autor és citat en taxonomia animal amb el nom «Lamarck».
Jean-Baptiste Lamarck   (Bazentin, 1 d'agost de 1744 - París, 18 de desembre de 1829) Jean-Baptiste-Pierre-Antoine de Monet, cavaller de La Marck va ser un naturalista francès i un dels primers a defensar la idea de l'evolució dels éssers vius i proposar una teoria coherent sobre l'evolució de la vida a partir de lleis naturals. Lamarck, com la major part dels seus contemporanis, acceptava l'existència de l'herència dels caràcters adquirits, que era un dels components de la seva teoria evolutiva. Aquests tipus d'herència acostuma a rebre el nom de lamarckisme, i durant la segona part del segle xx ha estat molt desacreditada, però en el darrers anys el nous descobriments especialment en epigenètica han obert un nou debat entorn d'aquest tipus d'herència. També va ser un dels primers naturalistes a usar el terme biologia. La publicació de la seva obra principal, Filosofia zoològica, el 1809 coincideix amb el naixement de Charles Darwin, qui va formular una teoria evolucionista que vindria a superar el lamarckisme: el darwinisme. Lamarck va fer importants contribucions a la botànica i a la zoologia, i se'l considera l'iniciador de la paleontologia dels invertebrats.

## Biografia
Lamarck va néixer a Bazantin, un poble de la Picardia, en el si d'una família de l'aristocràcia però amb pocs recursos per a mantenir la nombrosa descendència. Era l'onzè fill de Pierre de Monet qui el va animar a entrar al seminari dels jesuïtes d'Amiens amb la intenció d'ordenar-se sacerdot, ja que en aquella època l'església era una bona opció per a fills de famílies de l'aristocràcia amb pocs recursos. Això no obstant, Lamarck se sentia atret per l'exèrcit, al qual pertanyien tres dels seus germans. Quan el seu pare va morir el 1759, Lamarck va abandonar els estudis als jesuïtes i es va unir a l'exèrcit amb el nom de Cavaller de Saint-Martin, malgrat la seva joventut.

### La vida a l'exèrcit
Com a cavaller va participar en la Guerra dels Set Anys: es va unir a l'exèrcit francès a la campanya d'Alemanya prop de Willinghausen, Alemanya, on l'endemà de la seva arribada va tenir lloc la batalla que porta el nom d'aquesta ciutat.
Els francesos van perdre la batalla i de la companyia en la qual hi era en Lamarck només van sobreviure catorze homes, cap d'ells oficial. El soldat més vell del grup va suggerir que Lamarck comandés la petita tropa que havia estat oblidada en mig de la confusió. Lamarck va acceptar i va ordenar restar al lloc fins a la tornada del seu exèrcit, actitud que li va valer l'ascens a lloctinent (aquests fets, tot i ser plausibles, no han pogut ésser comprovats als arxius, i es basen en el testimoni d'una de les seves filles).
Mentre el regiment era a Toló i Mònaco, un company el va intentar aixecar de terra agafant-lo pel cap. Com a conseqüència de l'estrebada, Lamarck va patir una important lesió al coll (una luxació de l'articulació temporo-mandibular) que l'obligaria a deixar l'exèrcit el 1765 i tornar a París amb una pensió mínima.

### El retorn a París
Un cop instal·lat a París juntament amb el seu germà Philippe François, decideix inicialment començar els estudis de música, però finalment reprèn els estudis de les ciències naturals mentre treballa durant un temps com a comptable per a un banquer. Comença a estudiar medicina però finalment l'abandona i concentra la seva passió a la botànica, en una època en la qual la influència de Jean-Jacques Rousseau feia que l'estudi de la botànica estigués de moda.
El 1778 és batejada la seva primera filla, Rosalie Joséphine, fruit de la unió amb Marie Anne Rosalie Delaporte.
Durant aquests anys inicia les seves Investigacions sobre les causes dels principals fets físics, obra que no seria publicada fins al 1794.

### La “Flora francesa”
La primera publicació d'una obra seva, Flora francesa (en tres volums), va ser la primavera del 1779, quan Lamarck tenia trenta-cinc anys. Flora francesa es va convertir en una obra de referència i va merèixer la confiança del comte de Buffon (1707–1788), llavors intendent reial, és a dir director, del Jardí Reial de les Plantes Medicinals (o «Jardí del Rei», com també se l'anomenava, que és actualment el Museu Nacional d'Història Natural de França). El patronatge de Buffon li obre les portes de l'Acadèmia Francesa de les Ciències on el mateix any, el 1779, aconsegueix una plaça de professor adjunt à la classe de botànica, en detriment de M. Descemet, un botànic de més llarga experiència.
El 1781 neix el seu segon fill, André, i el mateix any Buffon aconsegueix que Lamarck sigui nomenat corresponsal del Jardí i del Gabinet del Rei (el Jardí Reial) per a visitar les principals institucions científiques d'Europa i representar-hi el Jardí Reial francès. En realitat es tracta d'una maniobra de Buffon perquè Lamarck acompanyi el seu fill, Georges Louis Marie Leclerc de Buffon, durant el viatge i que Georges Louis Marie es faci acceptar pels cercles científics europeus i tard o d'hora heredi la plaça del seu pare a la intendència del Jardí del Rei. El viatge dura de maig fins a desembre. Malgrat els esforços de Buffon perquè s'afavorís el seul fill, el 1788 és Auguste Charles César de Flahaut de La Billarderie (1724-1811) qui li succeix en la plaça d'intendent al Jardí Reial (vegeu nota al peu de l'article) i el fet que De La Billarderie és un parent llunyà de Lamarck permet que aquest accedeixi a la plaça de guardià de l'Herbari Reial, un càrrec amb un sou no gaire elevat, amb la conseqüència que Lamarck es veu obligat a fer classes per a complementar els seus ingresos.
De l'any 1783 a l'any 1786, Lamarck és nomenat membre associat de l'Acadèmia de les Ciències i dirigeix en aquest període els dos primers volums de Botànica de l'Enciclopèdia Metòdica. L'any 1786 neix el seu tercer fill, Antoine.
Entre el 1791 i el 1792 neixen les seves filles Guillaume Emmanuel Auguste i Aménaïde Cornélie i mor la seva esposa Marie Anne Rosalie Delaporte, quedant Lamarck amb els seus cinc fills.

### La Revolució Francesa
La Revolució Francesa esclata el 1789 i suposa canvis importants en la vida de Lamarck: tot i que el primer de maig de 1790 és nomenat pensionari de l'Acadèmia de les Ciències (amb una pensió inicial de 1200 francs de l'època), la Revolució suprimeix la Acadèmia el 8 d'agost de 1793 i Lamarck perd automàticament aquesta pensió. En canvi, des del 10 de maig d'aquest any de 1793, els revolucionaris transformen el Jardí Reial de les Plantes Medicinals en el Museu Nacional d'Història Natural de França i Lamarck hi obté una plaça de professor. Amb la reorganització de la institució es creen dotze càtedres, cadascuna ocupada per un professor especialitzat. Una d'aquestes càtedres, la d'animals inferiors, és confiada a Lamarck: el 1793 esdevé Professor d'Història Natural dels insectes, els cucs i els animals microscòpics, amb un sou inicial de 2.500 francs. Lamarck s'ocupa, a més, de la biblioteca del Museu i, per primera vegada després de tants anys de perseverància, a l'edat de 49 anys es guanya finalment la vida treballant en l'àmbit de la història natural amb accés a laboratoris, col·leccions d'espècimens, jardins, llibres i tot el material necessari, autoritat per a impartir un ensenyament i un auditori que l'escoltés.
El mateix any es casa amb Victoire Charlotte Reverdy, amb la qual tindria dues filles més: Aristide, nascuda el 1794, i Eugénie, nascuda el 1797. Victoire mor a la fi de l'any 1797 als 24 anys. L'any següent Lamarck es torna a casar per tercera vegada, amb Julie Mallet. El 1797 es crea un Institut Nacional per a substituir les anteriors Acadèmies i Lamarck és nomenat membre de la secció de Botànica, on assistirà a totes les sessions durant els següents 32 anys.
Durant aquests anys participa en l'elaboració del calendari republicà, basat en els cicles de la natura, i comença a donar les seves classes al Museu, classes que l'haurien de dur a la publicació de la seva obra cabdal, Filosofia zoològica. En aquella època inicia les seves publicacions en el camp de la meteorologia i la hidrogeologia. Publica diversos treballs, com De la influència de la lluna a l'atmosfera terrestre, una memòria que suposarà el primer esbós de la Hidrogeologia, que publicarà el 1802, i els Anuaris Meteorològics (1799-1809) que van tenir força renom i van animar la possibilitat de desenvolupar una meteorologia científica.

### La teoria de la transformació de les espècies
En el seu discurs d'obertura del curs de l'any 8 de la república al Museu (1800), anuncia per primera vegada el que serien les bases de la seva teoria de la transformació de les espècies. El discurs seria publicat l'any següent amb el títol Sistema dels animals sense vèrtebres o Taula general de les classes, els ordres i els gèneres dels animals. En aquesta obra, precursora de la cèlebre Història Natural dels animals sense vèrtebres (1816-1822), apareixen ja les tesis essencials de la seva doctrina transformista i es fa palès el seu abandonament de les tesis fixistes. És possible que en l'obra hi hagi influències de Pierre Jean George Cabanis o d'Erasmus Darwin, l'avi de Charles Darwin.
L'any 1802 presenta a l'Institut Nacional les seves Investigacions sobre l'organització dels cossos vius, una obra que prefigura la seva Filosofia zoològica i on s'utilitza per primera vegada el terme biologia i on admet obertament que l'home prové dels simis. També comença a publicar els resultats dels nombrosos estudis que fa sobre els fòssils del voltant de París (Memòries sobre els fòssils del voltant de París, 1802-1806).
Durant aquesta època es fa manifesta la contraposició entre Georges Cuvier i Lamarck. Lamarck ja s'havia oposat el 1794 al fet que Cuvier obtingués una plaça de naturalista al Museu i, avançant Lyell, havia manifestat la seva oposició a les tesis catastrofistes que defensava Cuvier. Ara, Cuvier critica amb violència i ridiculitza les idees de Lamarck, especialment les relacionades amb la formació dels éssers vius mentre Lamarck l'ataca en els discursos d'obertura dels cursos al Museu.
El 1809 publica Filosofia zoològica, una obra que no assoliria la celebritat fins a la sortida a la llum de les idees darwinistes (1859). Llavors serà reimprès i traduït a nombroses llengües. De fet, el mateix Charles Darwin, en la tercera edició del seu llibre L'origen de les espècies agraeix la contribució científica de Lamarck, i reconeix que Lamarck va ser el primer científic a exposar la idea que els éssers vius segueixen les lleis naturals. Darwin manifesta també la influència que sobre ell van tenir les obres Filosofia zoològica i Història Natural dels animals sense vèrtebres, que es publicaria entre els anys 1815 i 1822 i que recull les concepcions de Lamarck sobre l'evolució dels éssers vius.
Al final de 1809 Lamarck, en una recepció dels membres de l'Institut, va oferir el seu llibre a l'emperador Napoleó qui, creient que es tractava del darrer Anuari Meteorològic, va retreure públicament Lamarck de fer prediccions sobre el temps. Lamarck va renunciar a continuar fent els anuaris.

### Els darrers anys
El 1818 Lamarck es queda sobtadament cec, sembla que per un despreniment de retina. Demana de ser substituït parcialment en les seves obligacions al Museu per Pierre André Latreille, qui Lamarck havia nomenat naturalista auxiliar el 1798 i que el sustituïria a les seves classes el 1821.
Malgrat els problemes de salut, Lamarck continua treballant en les seves obres amb persistència: publica els darrers volums de la Història Natural dels animals sense vèrtebres i el 1820 el Sistema analític dels coneixements positius de l'home, que constitueix el seu testament espiritual i on defensa que la moral humana és determinada per la ciència i no per la tradició.
En aquests darrers anys la seva filla Rosalie el cuida i l'ajuda en el seu treball. Cada vegada té més problemes de mobilitat que no el deixen assistir a les reunions de l'Institut, on els seus col·legues decideixen comptabilitzar-lo com a present encara que no s'hi hagi pogut desplaçar. Lamarck mor el 18 de desembre de 1829, a l'edat de 84 anys. Els funerals se celebren a l'església de St. Médard i les seves restes descansen al cementiri de Montparnasse.

### La traducció de les obres de Lamarck a Catalunya
La primera obra de Lamarck que va aparèixer a Catalunya va ser la traducció gairebé complerta dels dos primers volums de la Histoire naturelle des végétaux apareguts l'any 1803, que el naturalista francès havia escrit en el marc del Cours complete d'Histoire Naturelle. La traducció al castellà d'aquesta obra es va publicar a la revista La Abeja que dirigia Antoni Bergnes de las Casas, i va aparèixer en quinze capítols que es publicaren entre 1862 i 1864. Es tracta d'un cas sorprenent, ja que no es coneix cap altra traducció d'una obra de Lamarck a una altra llengua en aquesta època
L'obra més traduïda ha estat la seva obra més famosa, la Philosophie zoologique. La primera traducció al castellà va aparèixer fora del Principat, a València. La traducció la va fer José González Llana i va ser publicada l'any 1911 per l'editorial “F. Sempere y Compañia, editores”. Es tracta de la traducció de la primera part de l'obra i no del tot completa. L'any 1986 l'editorial barcelonina “Alta Fulla” va publicar un facsímil d'aquesta primera traducció, afegint-hi la traducció de l'advertència i el primer paràgraf del discurs preliminar.
L'any 1971 l'editorial Mateu de Barcelona publicà una segona traducció al castellà de la Philosophie zoologique, feta per Núria Vidal. Es tracta també de la traducció de la primera part de l'obra y no complerta, ja que no inclou la major part del capítol vuitè i l'addició final.
La primera traducció completa de l'obra que inclou l'advertiment, el discurs preliminar, les tres parts i l'addició final, la va realitzar Agustí Camós i va aparèixer en català l'any 2007 en la col·lecció “Clàssics de la Ciència”.

## Les obres
Aquesta és una selecció de les principals obres de Lamarck (llista completa Arxivat 2007-07-26 a Wayback Machine.):
- Encyclopédie méthodique. Illustrations des genres, tomes I, II (1791-93),
- Encyclopédie méthodique. Botanique, 8 volums dels quals els volums I (1783), II (1786) i III (1789) van ser dirigits per Lamarck (1783-1789),
- Mémoire sur la matière du son (1799),
- Philosophie zoologique (1809).
- L'histoire naturelle des animaux sans vertèbres Arxivat 2012-01-18 a Wayback Machine. (1815-1822).